# Монро, Майкл

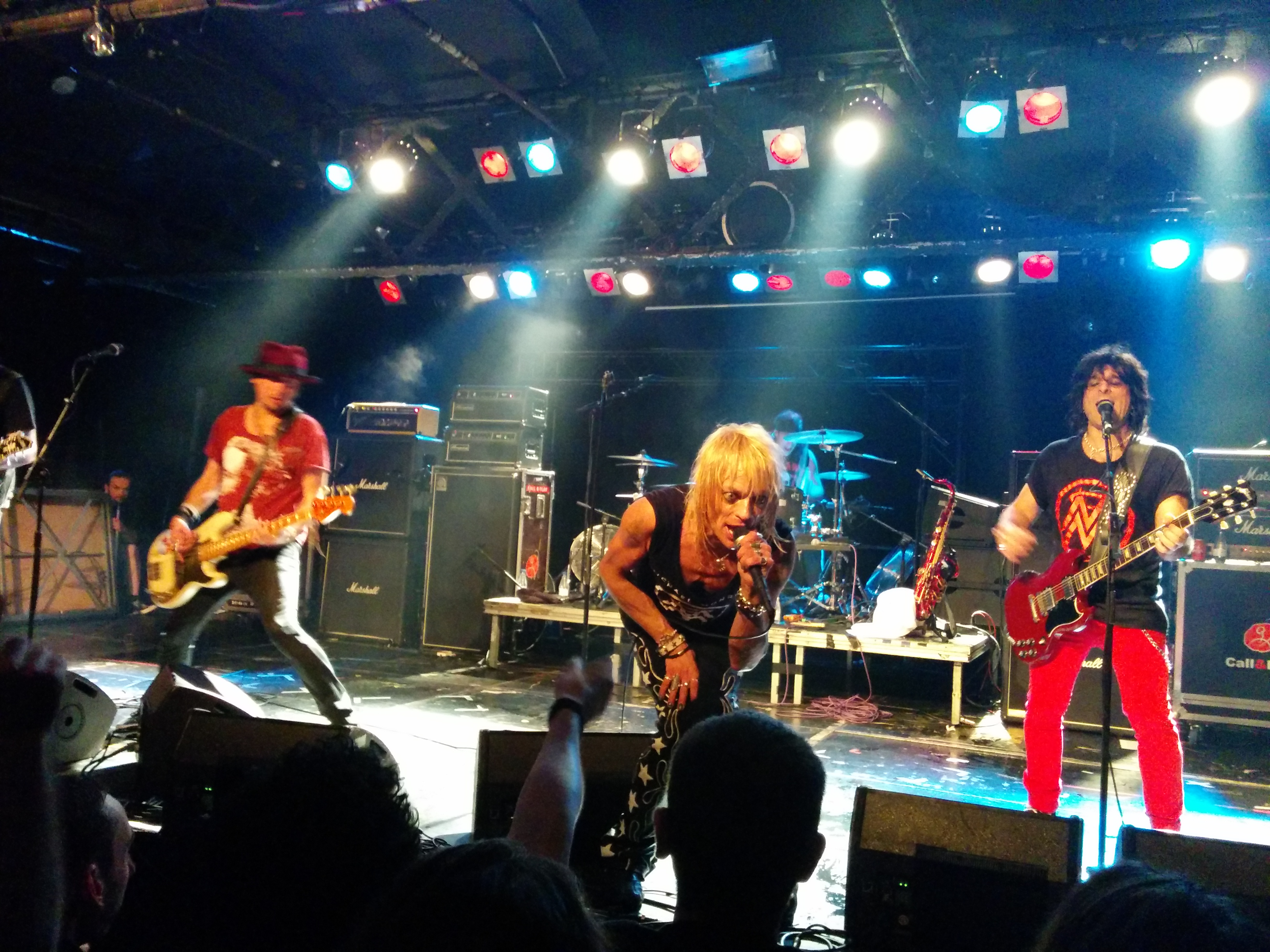
Майкл Монро со своей группой выступает в Sala Razzmatazz 2, Барселона, май 2014

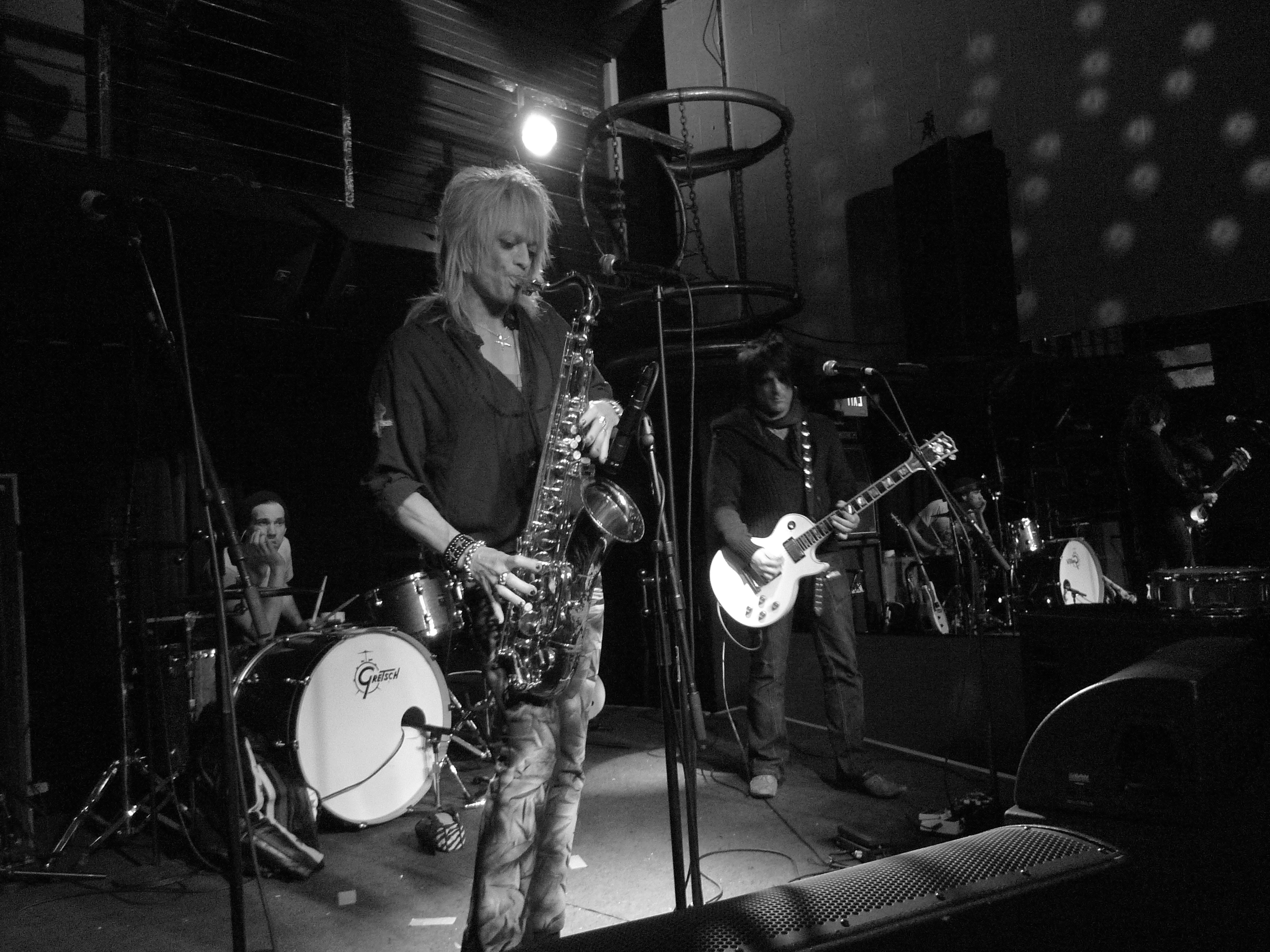
Майкл Монро играет на саксофоне, 2010

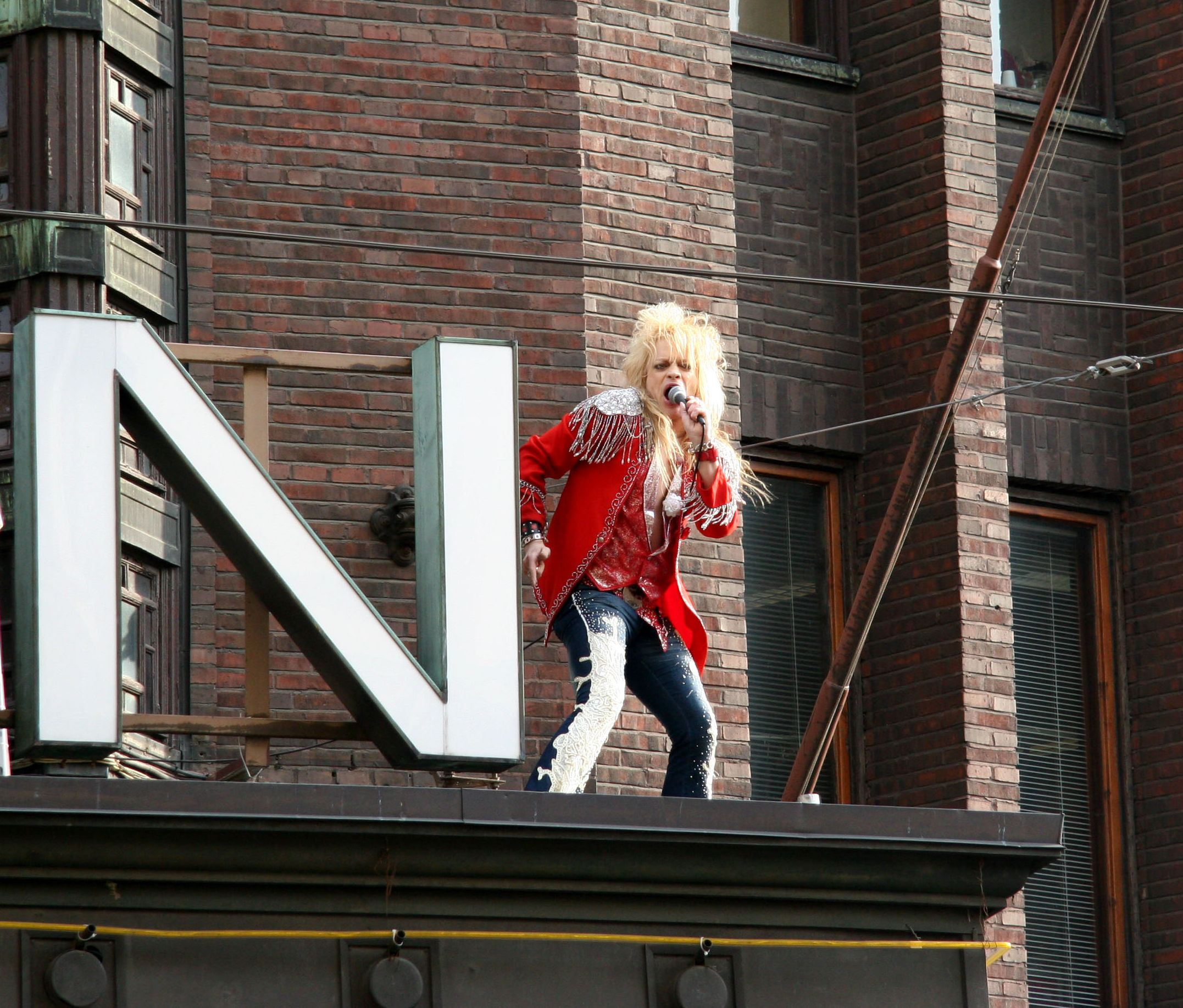
На здании Stockmann во время выступления Hanoi Rocks, Хельсинки, 2005

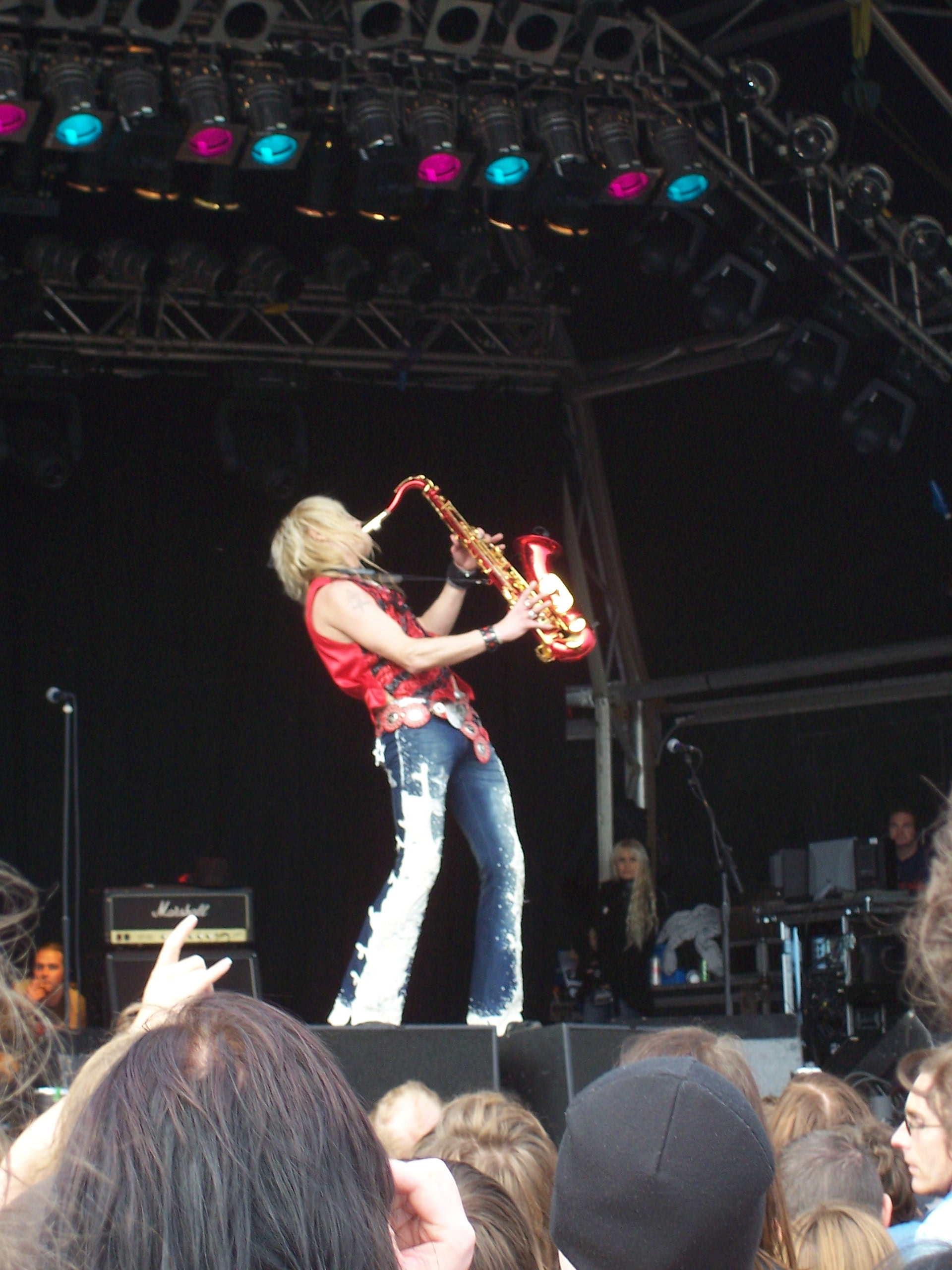
Майкл Монро играет на саксофоне на Castle Festival в составе Hanoi Rocks, 2005

Майкл Монро (англ. Michael Monroe; настоящее имя Матти Антеро Кристиан Фаярхольм, англ. Matti Antero Kristian Fagerholm; 17 июня 1962 года, Хельсинки) — финский рок-музыкант и мультиинструменталист и автор песен, наиболее известный как вокалист и сооснователь глэм-панк-группы Hanoi Rocks. После распада группы начал сольную карьеру. Также был фронтменом в проектах Jerusalem Slim (со Стивом Стивенсом) и Demolition 23.

## Биография

### Ранние годы
Матти «Макке» Фаярхольм родился 17 июня 1962 года в Хельсинки. Его отец Пентти Фаярхольм (1935—2015) был очень известным радиоведущим и репортёром. В автобиографической книге All Those Wasted Years Монро заявлял что одним из первых воздействий рок-н-ролла на него стало выступление Black Sabbath на парижском телевидении в 1970 году. Другими любимыми группами Монро в то время были Alice Cooper, New York Dolls, Led Zeppelin, Creedence Clearwater Revival, а также Литл Ричард. Свою первую группу Black Magic, названную в честь Black Sabbath, Матти собрал в 1971 году, когда ему было 9 лет. В ней он играл на гитаре и пел, барабанщиком был его брат, а на басу играл их кузен Олли Хилден. Вскоре вдохновившись Mott the Hoople они сменили название на Hoople. Затем были группы Bolin и Easy Living. В период с 1976 по 1979 год он играл в группе Madness. В этот период, во время репетиции в подвале церкви в районе Тёолё, Монро познакомился с гитаристом Энди Маккоем (тогда известным как Антти Хулкко), чья группа Briard также репетировала там.
Позже, Монро и Маккой небольшой период времени играли вместе в группе Bolin. Затем Монро присоединился к группе Maukka Perusjätkä в качестве саксофониста, в которой какое-то время вместе с ним играл и Маккой. Здесь он познакомился с гитаристом Нэсти Суисайдом (настоящее имя Ян-Маркус Стенфорс). Монро также прослушивался в качестве басиста в группу Pelle Miljoona Oy, в которой в то время играл Маккой, но даже хотя прослушивание прошло успешно, они взяли басистом Сэми Яффу (настоящее имя Сэми Лаури Такамяки).

### Hanoi Rocks (1979—1985)
В 1979 году Монро и Маккой основали группу Hanoi Rocks, о которой уже давно думали. Несмотря на то, что Маккой являлся одним из основателей, он не вошёл в первоначальный состав в связи с занятостью панк-группе Pelle Miljoona Oy, где он был гитаристом. Из первоначального состава Hanoi Rocks, кроме Монро, в группе остался лишь ритм-гитарист Нэсти Суисайд, проигравший в ней до распада в 1985 году. В 1980 году Энди Маккой покинул Pelle Miljoona Oy и присоединился к Hanoi Rocks. С собой он также привёл басиста Сэми Яффу. Позже к группе присоединился барабанщик Джип Касино (Джеспер Спорре).
В 1981 году выходит дебютный альбом Bangkok Shocks, Saigon Shakes, Hanoi Rocks, большинство песен для которого написаны Маккоем. Энди Маккой и Майкл Монро сами выступили продюсерами альбома, использовав псевдоним The Muddy Twins, вдохновлённый псевдонимом дуэта Мика Джаггера и Кита Ричардса The Glimmer Twins. В том же году Hanoi Rocks отправились в Лондон, где записали второй альбом Oriental Beat, выпущенный в 1982 году. Этот альбом группа позже определяла как провал, заявляя что он был плохо смикширован продюсером Питом Вулкрофтом. Несмотря на это альбом стал популярным в Великобритании и Японии.
После выпуска Oriental Beat, группа увольняет Джипа Касино, а новым барабанщиком становится поклонник Hanoi Rocks, англичанин Николас «Раззл» Дингли. Этот состав, состоящий из Майкла Монро, Энди Маккоя, Нэсти Суисайда и Раззла часто рассматривается как классический. Позднее участники группы заявили, что если бы Раззл не присоединился к ним, то Hanoi Rocks бы распались. В августе 1982 того же года в Британии, а в октябре в Финляндии выходит сборник Self Destruction Blues Хотя на обложку помещена фотография группы вместе с Раззлом, он не участвовал в записи, так как альбом состоял из старых синглов. Во время тура в поддержку альбома группа впервые посещает Азию.
В 1983 году группа выпускает альбом Back to Mystery City. Он стал первым альбомом Hanoi Rocks, попавшим в британский хит-парад UK Album Chart, где диск занял 87-ю строчку. В октябре 1983 года легендарный продюсер Боб Эзрин прилетел из США, чтобы увидеть выступление Hanoi Rocks в Лондоне, а в декабре было объявлено о том, что он будет работать над следующим альбомом группы. В 1984 году выходит пятый альбом Two Steps from the Move, который стал их первым контрактом на американском рынке. Первоначально альбом должен был называться Silver Missiles and Nightingales, но в последний момент название было заменено. Альбом считается одним из лучших альбомов глэм-рока, а Майкл Монро заявлял, что очень им гордится.
В 1984 году Hanoi Rocks были одними из самых популярных групп в Великобритании. Читатели журнала Sounds присвоили Hanoi Rocks второе место в списке лучших групп в мире, первой стала Marillion. Сингл «Underwater World» был назван пятым лучшим синглом года, а Two Steps from the Move альбомом года. Концерт для телевидения, записанный в Англии был выбран вторым лучшим концертным видео, а сама группа была получила 3 место среди лучших концертных исполнителей. Майкл Монро был выбран «Секс-символом года». Читатели журнала Kerrang! выбрали Hanoi Rocks как девятых наиболее влиятельных новичков, а Two Steps from the Move был ими выбран десятым лучшим альбомом года. Читатели Kerrang! также поместили Монро на седьмое место среди самых сексуальных исполнителей в музыкальном бизнесе.
29 ноября 1984 года, во время первого крупного тура Hanoi Rocks по США, Монро сломал лодыжку и даты некоторых запланированных выступлений были передвинуты. 2 декабря 1984 года группа отпраздновала день рождения Раззла и готовилась к поездке в Лос-Анджелес, чтобы провести там свободное время и подготовиться к двум предстоящим концертам Hanoi Rocks в Лос-Анджелесе, которые были выкуплены менее чем за полчаса, а среди купивших билеты были будущие участники группы Guns N' Roses Дафф МакКаган и Слэш.
8 декабря 1984 года участники Hanoi Rocks, за исключением Майкла Монро, который восстанавливался после перелома лодыжки, были на вечеринке совместно с членами группы Mötley Crüe в доме их вокалиста Винса Нила. Когда у них закончились спиртные напитки, Винс Нил и Раззл в состоянии алкогольного опьянения поехали за спиртным на новой спортивной машине Нила. По дороге обратно Нил врезался в другую машину. Раззл вскоре попал в больницу, а в 19:12 было сообщено о его гибели. Выяснилось, что он умер мгновенно во время аварии.
После смерти Раззла, группа дала концерт в Хельсинки, который частично транслировался по европейскому телевидению в рамках проекта  Europe A Go-Go. Шоу собрало более 500 миллионов зрителей по всей Европе и стало первым публичным концертом с новым ударником Терри Чаймсом, до этого игравшим в The Clash. Также оно стало последним выступлением с Hanoi Rocks для Сэми Яффы, оставившего группу из-за личных разногласий с Маккоем. Группа попыталась записать несколько демок с новыми участниками Рене Бергом и Терри Чаймсом, но по словам Монро, «больше не было того чувства», что было раньше. Монро, чувствую разницу между предыдущим и новым составами, собирался покинуть группу, но сотрудники лейбла уговорили его принять участие в непродолжительном турне по Польше, где песня «Don’t You Ever Leave Me» поднималась в чартах. Майкл Монро согласился на предложение при условии, что не будет выпущено никаких концертных альбомов. Несмотря на это, такой альбом, названный «Rock & Roll Divorce», был выпущен и впоследствии отрицательно оценен менеджерами группы, её участниками и критиками. 17 июня 1985 года, в свой день рождения, Монро официально покинул Hanoi Rocks, что говорило об окончании деятельности группы.

### Начало сольной карьеры и различные проекты (1985—2001)
После распада Hanoi Rocks в 1985 году, Монро решил начать сольную карьеру, но сначала поработать со своим близким другом Стивом Баторсом (Dead Boys, The Lords of the New Church). Осенью того же года Стивен Ван Зандт, известный как участник аккомпанирующей группы Брюса Спрингстина E Street Band, попросил Баторса и Монро записать бэк-вокал в Лондоне и затем прилететь в Нью-Йорк чтобы поучаствовать в его песне «Sun City» и видеоклипе к ней. «Sun City» представляла собой песню протеста против апартеида в Южной Африке, к записи которой были привлечены известные музыканты различных жанров под общим названием Artists United Against Apartheid. Баторс и Монро согласились и приняли участие как в записи бэк-вокала, так и в съёмках клипа.
В декабре 1985 года, Монро объявил что он отправляется в Нью-Йорк и, в 1986 году, он собрал первую аккомпанирующую группу Secret Chiefs. В 1987 году выходит первый сольный альбом Монро Nights Are So Long, большей частью состоящий из кавер-версий. Альбом пользовался умеренным успехом, но привлёк внимание крупных лейблов. В 1988 году Монро подписал контракт с Mercury Records. В сентябре 1989 года вышел второй альбом, названный Not Fakin' It. В записи альбома приняли участие такие друзья и коллеги Монро как Стивен Ван Зандт, Иэн Хантер и Нэсти Суисайд. Not Fakin' It достиг 161 места в американском чарте Billboard 200, и стал для Монро первым альбомом, продававшимся на международном рынке. Также он получил положительные отзывы от критиков, поклонников и других музыкантов. На синглы «Dead, Jail or Rock 'N' Roll» и «Man with No Eyes» были сняты видеоклипы. А в клипе на песню «Dead, Jail or Rock 'N' Roll» снялся вокалист Guns N' Roses Эксл Роуз, и, так как в то время Майкл Монро вёл передачу Headbangers Ball на канале MTV, это видео получило постоянную ротацию.
Когда был выпущен Not Fakin' It, лейбл Guns N' Roses UZI Suicide занялся перевыпуском альбомов Hanoi Rocks в Америке. А гитарист Guns N' Roses Слэш принял участие в виде приглашённого гостя на концертах Монро, состоявшихся в декабре 1989 года в Лос-Анджелесе, где сыграл песню «Looking at You». Фронтмен Aerosmith Стивен Тайлер предложил Майклу Монро выступить с Aerosmith на праздновании 75-летия Леса Пола в нью-йоркском Hard Rock Cafe. Монро сыграл на саксофоне в песне «Big Ten Inch Record». Оставшуюся часть 1989 года и большую часть 1990 года он провёл гастролируя.
Сольная карьера Майкла Монро оказалась не такой успешной, как он ожидал, и в 1990 году он решает собрать новую группу. Группа получила название Jerusalem Slim и, помимо него, в неё вошли бывший гитарист Билли Айдола Стив Стивенс, басист Сэми Яффа и барабанщик Грег Эллис.
В 1991 году Guns N' Roses попросили Майкла Монро поучаствовать в записи их альбома Use Your Illusion I, он согласился и сыграл на гармонике и саксофоне в песне «Bad Obsession». Позднее, Монро также поучаствовал в записи их кавер-альбома 1993 года «The Spaghetti Incident?», где спел в кавер-версии песни Dead Boys «Ain’t It Fun», посвящённой умершему Стиву Баторсу. В том же 1993 году Монро присоединился к Guns N' Roses на сцене для исполнения «Honky Tonk Women» совместно с членами группы и Ронни Вудом из Rolling Stones.
В 1992 году Jerusalem Slim выпускают одноимённый альбом Jerusalem Slim, но в том же году распадаются из-за музыкальных разногласий между Майклом Монро и Стивом Стивенсом.
В 1993 году Слэш и Монро записывают кавер-версию песни Steppenwolf «Magic Carpet Ride» для саундтрека к фильму Яйцеголовые. На басу в песне играет Сэми Яффа, за барабанами Кенни Арнофф из Smashing Pumpkins, а на органе Диззи Рид из Guns N' Roses.
В 1993 году Монро решает собрать новую группу, получившую название Demolition 23. В неё вошли Яффа, Джимми Кларк и бывший гитарист Star Star Джей Хенинг. Изначально Demolition 23. играли различные кавер-версии на концертах, но в итоге решили записать альбом, который покажет панковские корни Монро и Яффы. Альбом Demolition 23., спродюсированный Стивеном Ван Зандтом, вышел в 1994 году и группа собралась отправиться в турне. Хеннинг пострадал в автомобильной аварии и не мог присоединиться к ним в туре, поэтому его место занял Нэсти Суисайд. Тур по Европе и Японии прошёл успешно. А 14 февраля 1995 года во время концерта в клубе Tavastia в Хельсинки к Demolition 23. присоединился Энди Маккой и сыграл с ними 3 песни. Это стало единственным выступлением всех живущих участников Hanoi Rocks вместе после прощального концерта 1985 года на фестивале  Europe A Go-Go. В марте того же года Нэсти Суисайд объявил что уходит из шоу-бизнеса, поэтому Монро решил распустить группу.
Конец 1995 года и начало 1996 года Майкл Монро проводит в Лондоне и Хельсинки, записывая песни для очередного сольного альбома. Альбом, получивший название Peace of Mind, выходит в том же году, причём Монро сам сыграл почти на всех инструментах, кроме барабанов, записанных Джимми Кларком. 12 октября 1999 года на немецком лейбле SPV GmbH выходит четвёртый альбом Монро Life Gets You Dirty. В апреле 2002 года эксклюзивно для японского рынка лейбл Nippon Crown выпускает мини-альбом Take Them and Break Them, содержащий четыре концертные версии песен и две кавер-версии.

### Возрождение Hanoi Rocks и второй распад (2002—2009)
В феврале 2001 года Майкл Монро и Энди Маккой, впервые с концерта Demolition 23. в 1995 году, выступили вместе и исполнили три песни Hanoi Rocks: «Malibu Beach Nightmare», «Tragedy» и «Up Around the Bend». Выступление прошло в финском городе Турку. Летом 2001 года они снова дали несколько совместных концертов. Так как Раззл погиб, Нэсти Суисайд отказался от музыкальной карьеры и стал фармацевтом, а Сэми Яффа уже долгое время жил в Нью-Йорке, играя в своей совместной с женой группе Mad Juanna, а также с различными нью-йоркскими группами, на их место решили взять музыкантов, аккомпанирующих Монро. На место барабанщика Монро и Маккой поставили Кари «Лаку» Лахтинена, а на место басиста — Тимпу Лаине. Ритм-гитаристом стал Костелло Хаутамяки, игравший также в финской рок-группе Popeda.
Маккой и Монро договорились, что теперь они оба, а не только Маккой, будут принимать участие в написании песен. К 2002 году у них набралось достаточно песен для записи альбома и в том же году был выпущен Twelve Shots on the Rocks. Песни «People Like Me» и «A Day Late, a Dollar Short», были выпущены синглами и обзавелись видеоклипами. Несмотря на то, что альбом был популярен в Финляндии и Японии, Монро и Маккой не присутствовали при его микшировании и, прослушав его, не были довольны результатом. В 2003 году Twelve Shots on the Rocks был ремикширован и в него включили две новых песни: «Moonlite Dance» и «Bad News». Участникам понравилась новая версия.
21 января 2003 года Майкл Монро выпускает очередной сольный альбом Whatcha Want, одноимённая песня которого изначально предназначалась для этого альбома, но в итоге вышла на Twelve Shots on the Rocks.
Большую часть 2003 и 2004 годов Hanoi Rocks провели в турне. Костелло Хаутамяки был вынужден покинуть группу в связи с занятостью в Popeda и был заменен Стиви Классоном. Классон принял участие в записи сингла «Keep Our Fire Burning», а осенью 2004 года был исключен из Hanoi Rocks из-за разногласий с остальными участниками. Тимпа Лаине также покинул группу по семейным обстоятельствам.
В 2004 году оставшиеся участники (Майкл Монро, Энди Маккой и Лаку) отправились в студию для записи следующего альбома. Из-за отсутствия гитариста и басиста, Монро сперва пришлось самостоятельно играть гитарные партии, но в начале 2005 года был найден новый гитарист Конни Блум, игравший ранее совместно с Джипом Касино и в составе шведской группы Electric Boys. Также в состав Hanoi Rocks вошёл басист Electric Boys Энди «A.C» Кристелл.
30 марта 2005 года альбом был выпущен и назван Another Hostile Takeover. Реакция на него была смешанной. Критикам понравилась его разноплановость и новаторство, но некоторые из старых поклонников посчитали альбом слишком необычным, а также отличным от ранних записей Hanoi Rocks.
2005 и 2006 годы группа провела в турне по Европе и Азии, что привело к появлению нового поколения поклонников Hanoi Rocks. Новый состав, состоящий из Майкла Монро, Энди Маккоя, Конни Блума, Энди Кристелла и Лаку, стал классическим для 2000-х годов в истории группы.
В 2007 году участники начали работу над третьим альбомом со времен воссоединения — Street Poetry. В процессе были завершены некоторые песни 1980-х годов, такие как «Teenage Revolution». Впервые в написании песен приняли участие не только Монро и Маккой, но и другие музыканты. Альбом вышел 5 сентября 2007 года, а на первый сингл «Fashion» был снят видеоклип.
25 января 2008 года Лаку объявил о своем уходе в группу Popeda. 20 марта началось первое акустическое турне Hanoi Rocks, в ходе которого место барабанщика занимал их настройщик. 25 мая у группы появился новый барабанщик — Джордж Атладжик. Монро и Маккой не написали ни одной песни с 2007 года, работа над группой приостанавливалась, а друзья отдалялись друг от друга. В итоге музыканты опубликовали сообщение о том, что они использовали весь потенциал группы и что работа над ней прекратится.
В конце 2008 года Маккоем и Монро была выпущена автобиографическая книга «All Those Wasted Years». Она описывала карьеру Hanoi Rocks в 1980-х годах, включала в себя редкие фотографии группы и её участников, а также новые интервью с Монро, Маккоем, Нэсти Суисайдом, Джипом Касино, Сеппо Вестериненом, Ричардом Бишопом и многими другими.
Hanoi Rocks объявили о своем намерении провести 8 прощальных концертов за 6 дней в хельсинкском клубе Tavastia. Все билеты на них были проданы, бывший гитарист группы Нэсти Суисайд появился на трех последних выступлениях в качестве специального гостя, а Лаку принял участие в четвёртом выступлении. Последний из этих концертов был записан и выпущен на DVD под названием «Buried Alive» в конце 2009 года.
В июне 2009 года Монро выступал в Хельсинки и в Тампере на фестивале Sauna Open Air где присоединился к группе Даффа Маккагана Loaded. 3 июля он также выступил на финском фестивале Ruisrock вместе с английской группой The Wildhearts. В конце июля Монро также разделил впервые за много лет сцену с Сэми Яффой, когда тот выступил в Хельсинки в составе New York Dolls. После этих концертов, Монро и Яффа обсудили возможность совместной работы. В декабре 2009 года Монро снова встретил Джинджера (фронтмен The Wildhearts), гастролирующего с Элисом Купером. Монро присоединился к Куперу на концерте в Эспоо, Финляндия, для совместного исполнения «School’s Out». После шоу, Джинджер и Монро также обсудили возможность совместной работы, и вскоре Монро, Джинджер и Яффа решили собрать совместную группу.

### Новая группа (2010 — настоящее время)
25 января 2010 года Майкл Монро провёл пресс-конференцию в Лос-Анджелесе, где раскрыл имена участников своей новой группы. Ими стали басист Сэми Яффа, гитарист Джинджер, второй гитарист Тодд Юс (Danzig, The Chelsea Smiles) и барабанщик Джимми Кларк. Ведущим пресс-конференции выступил Бэм Марджера из Чудаков. Первый концерт группы Майкла Монро состоялся 11 марта на сцене Paradise Lounge в Сан-Франциско. Группа путешествовала с концертами по США до 21 марта. Отыграв несколько шоу в этом составе, Тодд Юс и Джимми Кларк были заменены на гитариста Стива Конте из New York Dolls и барабанщика Карла Рокфиста (настоящее имя Петтер Росквист) из The Chelsea Smiles.
В апреле 2010 года группа Майкла Монро провела масштабный тур по Великобритании, выступив, среди прочего, в Лондоне, Брайтоне, Бирмингеме, Лидсе и Эксетере.
Летом 2010 года группа выступила на нескольких фестивалях по всему миру, включая Helsinki Live, на котором также играли Guns N' Roses, на Sweden Rock Festival и в Англии на Download. Группа также выступила на фестивале Ruisrock в Турку, где также выступал Слэш. Монро присоединился к Слэшу на сцене для исполнения песен «We’re All Gonna Die» (с сольного альбома Слэша) и «Up Around the Bend». Стив Конте не смог выступить на финском фестивале Ankkarock из-за семейных проблем, и был заменён для этого шоу Нэсти Суисайдом. Майкл Монро также выступал на фестивалях Summer Sonic в Токио и Осаке, где также выступал Слэш. Монро снова присоединился к нему для исполнения пары песен. Во время исполнения песни «We’re All Gonna Die» Монро упал и сломал два ребра о металлическую преграду у сцены.
28 июня 2010 года было объявлено что группа Майкла Монро выступит в качестве разогрева для Motörhead во время их тура по Великобритании в честь 35-летия группы.
В сентябре 2010, Монро заключает контракт со Spinefarm Records / Universal Music, на дистрибуцию готовящихся альбомов.
Первый альбом новой группы Майкла Монро, концертный Another Night in the Sun был выпущен 5 октября 2010. Альбом был записан во время концерта в клубе Tavastia, в Хельсинки, 7 июня 2010 года и был сведён в Лос-Анджелесе Нико Босалом, в послужном списке которого работа с Нилом Янгом, Фрэнком Синатрой, Китом Ричардсом, Kiss и другими. Мастерингом альбома занимался обладатель Грэмми Ричард Додд, работавший с Томом Петти и Dixie Chicks.
В сентябре 2010 года группа отправилась в студию для записи первого студийного альбома Sensory Overdrive. Альбом был записан в Лос-Анджелесе под руководством продюсера Джека Дугласа, работавшего с Aerosmith, Майлсом Дэвисом, Джоном Ленноном и другими. Первый сингл с альбома «'78» был выпущен в январе 2011 года, а сам альбом вышел 14 марта того же года. 9 ноября 2011 года Sensory Overdrive выиграл в номинации «Альбом года» журнала Classic Rock.
9 июня 2011 года было объявлено что Джиндер покидает группу, из-за разногласий по поводу менеджмента. 17 июня на фестивале Provinssirock он отыграл свой последний концерт в составе группы. 21 июня стало известно что новым гитаристом группы станет гитарист шведских групп Backyard Babies и The Hellacopters Дреген. Первый концерт с ним группа отыграла 26 июня в Хельсинки на разогреве у Foo Fighters.
Осенью 2012 года Майкл Монро объявил что группа собирается приступить к записи нового альбома, выход которого запланирован на 2013 год. В июле Стивен Ван Зандт почти неделю на своём радио-шоу ставил хорошо принятый публикой новый сингл группы «Ballad of the Lower East Side». 23 августа 2013 выходит альбом Horns and Halos, который сразу же попадает на верхнюю строчку в финском чарте и за четыре дня становится золотым в Финляндии. В ноябре того же года выходит второй сингл с альбома на песню «Stained Glass Heart».
6 марта 2014 было объявлено что Дреген покидает группу, чтобы сконцентрироваться на сольной карьере, а также воссоединённых Backyard Babies. Ему на смену приходит бывший гитарист The Black Halos, Amen и Джинджера Рич Джонс, которому уже доводилось заменять Дрегена на некоторых концертах.
В 2014 году Майкл Монро впервые выступил в России. 29 мая 2014 года в московском Crocus City Hall и 31 мая в Сибур Арене в Санкт-Петербурге в первом отделении фестиваля Made in Finland, в рамках которого были также выступили Lordi, Poets of the Fall и Тарья Турунен. На этих концертах в качестве лидер-гитариста выступил Дреген, а Рич Джонс занял место Стива Конте. 15 августа группа отыграла на фестивале Kubana, проходившем в Краснодарском крае, уже в составе Монро, Яффа, Конте, Джонс, Рокфист.
Группа обновила контракт с Spinefarm Records / Universal Music и в конце февраля 2015 года приступила к записи материала для нового альбома в Гётеборге. Продюсером был выбран Чипс Крисби, работавший с The Hellacopters и Nomads. 4 сентября вышел первый сингл с альбома на песню «Old King’s Road». Выход альбома Blackout States запланирован на 9 октября 2015 года.
С 2012-по настоящее время Майкл является наставников телепередачи на финском телевидении The Voice of Finland, финского аналога телешоу Голос. В третьем сезоне его подопечная Сиру Аиристола выиграла этот проект.
1 июля 2017 Майкл Монро заявлен на разогрев Guns N' Roses в Hämeenlinna (Финляндия).

## Личная жизнь
В отличие от других участников Hanoi Rocks, Монро никогда не был большим любителем наркотиков и алкоголя, хотя в книге All Those Wasted Years, Монро рассказал что короткое время был зависим от амфетамина и героина в 80-е, когда жил в Лондоне, и от амфетамина в период с 2000 по 2002 года, после того как его первая жена Джуд Уайлдер внезапно скончалась в их доме.
За время своей карьеры стал близким другом большого количества культовых музыкантов, включая умерших Стива Баторса и Джонни Сандерса — оба кумиры Монро, Стивена Ван Зандта, спродюсировавшего альбом Demolition 23, Дебби Харри, Эксла Роуза, Слэша, Даффа Маккагана и Элиса Купера.
Со своей первой женой Джуд Уайлдер Майкл Монро познакомился в 1985 году, когда она работала на лейбле CBS, у которого был контракт с Hanoi Rocks. После свадьбы пара переехала в Лос-Анджелес, а затем в Нью-Йорк. Позже, после многих лет пребывания Монро в США, пара переехала в финский город Турку. Уайлдер скончалась от кровоизлияния в мозг в их доме в Турку 19 июня 2001 года.
В данный момент Майкл Монро женат на Джоанне, с которой поженился 3 июля 2003 года.

## Влияние
Майкл Монро и Hanoi Rocks оказали огромное влияние на множество рок-музыкантов и групп. Слэш был среди купивших билет на аншлаговый концерт Hanoi Rocks в Лос-Анджелесе, несостоявшийся по причине гибели Раззла. Участники Mötley Crüe Винс Нил и Никки Сикс, а также такие группы как Guns N' Roses публично заявляли что были вдохновлены Hanoi Rocks. Участники групп Manic Street Preachers и Foo Fighters также называли себя фанатами Hanoi Rocks. В автобиографии Hanoi Rocks All Those Wasted Years приведены слова гитариста Foo Fighters Криса Шифлетта: «Голливудская сцена изменилась всего за одну ночь, после того как люди увидели фотографии Hanoi Rocks. После этого каждый стал делать себе такую же причёску и носить те же одежды и макияж что и Монро.» Майкл Монро и Hanoi Rocks часто рассматриваются в качестве отцов-основателей голливудской глэм-сцены, которая приняла и развила множество глэм-, панк-, хард-рок групп 1980-х, включая Mötley Crüe, Jetboy, L.A. Guns и Poison. В Финляндии Hanoi Rocks считаются рок-группой, в своё время пришедшей к наибольшей международной известности, лишь позднее уступая группам HIM, Nightwish, Stratovarius и Children of Bodom. Такие известные финские группы как Negative и The 69 Eyes испытали непосредственное влияние Hanoi Rocks.

## Дискография

### Сольные альбомы
- Nights Are So Long (1987)
- Not Fakin' It (1989)
- Peace of Mind (1996)
- Life Gets You Dirty (1999)
- Take Them and Break Them (2002)
- Whatcha Want (2003)
- Another Night in the Sun: Live in Helsinki (live album) (2010)
- Sensory Overdrive (2011)
- Horns and Halos (2013)
- Blackout States (2015)

### Hanoi Rocks
- Bangkok Shocks, Saigon Shakes, Hanoi Rocks (1981)
- Oriental Beat (1982)
- Self Destruction Blues (1982)
- Back to Mystery City (1983)
- All Those Wasted Years (Live) (1983)
- Two Steps from the Move (1984)
- Rock & Roll Divorce (Live) (1985)
- Twelve Shots on the Rocks (2002)
- Another Hostile Takeover (2005)
- Street Poetry (2007)

### Jerusalem Slim
- Jerusalem Slim (1992)

### Demolition 23.
- Demolition 23. (1994)

### Гостевое участие
- London Cowboys: Street Full of Soul (1983)
- Hook, Line and Sinker: Hook, Line and Sinker и Saigon (1983)
- London Cowboys: Tall in the Saddle (1984) саксофон
- London Cowboys: It Takes Time (1985)
- Artists United Against Apartheid: Sun City (1985) бэк-вокал на «Sun City»
- Johnny Thunders: Que Sera Sera (1985)
- Nona Hendryx: «I Need Love» (1985) снялся в видеоклипе на песню
- London Cowboys: Long Time Coming (1986) саксофон на песнях 6-10
- London Cowboys: Dance Crazy (1987)
- Guns N' Roses: Use Your Illusion I (1991) гармоника и саксофон на «Bad Obsession»
- London Cowboys: WOW! WOW! OUI! OUI! (1992)
- Johnny Thunders: Chinese Rocks — Ultimate Thunders Live Collection (1993)
- Guns N' Roses: «The Spaghetti Incident?» (1993) со-лид-вокал на «Ain’t It Fun»
- Сборник: Coneheads: Music from the Motion Picture Soundtrack (1993) вокал на «Magic Carpet Ride»
- Warrior Soul: Chill Bill (1993) саксофон и гармоника
- The Waldos: Rent Party (1994) бэк-вокал, гармоника[2][34]
- Johnny Thunders: Johnny on Rocks (1996) в составе Hanoi Rocks на «Pills» и «Gloria»
- Dogtown Balladeers: A Tale Worth Hearing (1996)
- Johnny Thunders: Countdown Love (1997) бэк-вокал
- Backyard Babies: Total 13 (1998) вокал на бонус-треке «Rocker»
- Kerma: Kerma plays Rolling Stones (1998)
- СборникI Only Wrote This Song for You — A Tribute to Johnny Thunders (2003)
- Backyard Babies: Stockholm Syndrome (2003) вокал на «Friends»
- White Flame: Swimsuit Issue Centerfold (сингл) (2007)
- Mikko Herranen: Kylmä Maailma (2012) гармоника и саксофон[35]
- Lordi: Killection (2020) вокал и соло партия на саксафоне в треке «Like A Bee To The Honey»

### Книги про Майкла Монро
- Michael Monroe, Ari Väntänen and Michael Monroe (2011)
- All Those Wasted Years, Ari Väntänen, Andy McCoy and Michael Monroe (2010)
- Sheriff McCoy: Outlaw Legend of Hanoi Rocks, Andy McCoy (2010)
- 1001 Albums You Must Hear Before You Die Quintet Publishing Limited. Macdonald, Bruno; Harrington, Jim, Dimery, Robert. ed. (2006)
- Sound of the Beast: The Complete Headbanging History of Heavy Metal, HarperCollins. Christe, Ian (2003)
- Boulevard of Broken Dreams (1987)